# Barbopsis devecchi
Barbopsis devecchi là một loài cá vây tia thuộc họ Cyprinidae. Chúng là loài duy nhất của chi Barbopsis. Loài này chỉ có ở Somalia.